# Eurya fosbergii
Eurya fosbergii là một loài thực vật có hoa trong họ Pentaphylacaceae. Loài này được Whistler mô tả khoa học đầu tiên năm 2004.